# George Ratliff
George Ratliff (11 ottobre 1968) è un regista, produttore cinematografico e scenografo statunitense.

## Filmografia

### Regista

#### Cinema
- Purgatory County (1997)
- Joshua (2007)
- Salvation Boulevard (2011)
- Welcome Home - Uno sconosciuto in casa (Welcome Home) (2018)

#### Televisione
- Plutonium Circus - documentario (1994)
- Split Screen – serie TV, episodi 2x6-4x2 (1998)
- Hell House - documentario (2001)
- World War II Memorial Dedication - documentario (2004)
- Daisy Does America – serie TV, episodi 1x5-1x6 (2007)
- Dark Wall – serie TV, episodi 1x1 (2012)